# Sverre Løken
Pour les articles homonymes, voir Løken.
Sverre Løken, né le 27 juillet 1960 à Bærum, est un avironneur norvégien.

## Palmarès
- Médaille d'or aux Championnats du monde d'aviron de 1982
- Médaille de bronze en aviron aux Jeux olympiques d'été de 1984 à l'épreuve de deux sans barreur